# Bing Crosby Live at the London Palladium
Bing Crosby Live at the London Palladium – album winylowy składający się z nagrań koncertowych Binga Crosby’ego w London Palladium od 21 czerwca do 4 lipca 1976 roku. W koncertach udział wzięli także Rosemary Clooney, Kathryn Grant Crosby i Ted Rogers oraz dzieci Crosby’ego – Mary Crosby, Nathaniel Crosby i Harry Crosby. Muzyczne wsparcie zapewnili Pete Moore i Joe Bushkin Quartet. 

## Lista utworów

### Strona pierwsza
|    | Tytuł                                                      | Długość |
| -- | ---------------------------------------------------------- | ------- |
| 1. | "Where the Blue of the Night" (orkiestra)                  | 0:40    |
| 2. | "The Pleasure of Your Company"                             | 1:36    |
| 3. | "Mary Lou"                                                 | 0:57    |
| 4. | "Where the Morning Glories Grow"                           | 3:23    |
| 5. | "At My Time of Life"                                       | 3:11    |
| 6. | "On a Slow Boat to China" (Bing Crosby & Rosemary Clooney) | 2:55    |
| 7. | "By Myself" (Rosemary Clooney)                             | 3:46    |
| 8. | "Tenderly" (Rosemary Clooney)                              | 2:15    |
| 9. | "50 Ways to Leave Your Lover" (Rosemary Clooney)           | 5:04    |

### Strona druga
|     | Tytuł                                                                | Długość |
| --- | -------------------------------------------------------------------- | ------- |
| 10. | "Send in the Clowns"                                                 | 3:32    |
| 11. | "Gone Fishin'" (Bing Crosby & Ted Rogers)                            | 2:48    |
| 12. | "Now You Has Jazz" (Bing Crosby & Joe Bushkin Quartet)               | 1:04    |
| 13. | "Medley (The Man That Got Away / Hallelujah!)" (Joe Bushkin Quartet) | 4:34    |
| 14. | "Sing" (The Bing Crosby Family)                                      | 2:57    |
| 15. | "You've Got a Friend" (Bing Crosby & Harry Crosby)                   | 2:44    |

### Strona trzecia
|     | Tytuł                                                      | Długość |
| --- | ---------------------------------------------------------- | ------- |
| 16. | "My Cup Runneth Over" (Bing Crosby & Kathryn Grant Crosby) | 3:00    |
| 17. | "Play a Simple Melody" (Bing Crosby & Harry Crosby)        | 1:55    |

Crosby Family “Round” (The Bing Crosby Family)
|     | Tytuł                                        | Długość |
| --- | -------------------------------------------- | ------- |
| 18. | "Row, Row, Row Your Boat"                    | 7:59    |
| 19. | "Frère Jacques"                              | 7:59    |
| 20. | "A Kookaburra sits in the Old Gum Tree"      | 7:59    |
| 21. | "Loch Lomond"                                | 7:59    |
| 22. | "Annie Laurie"                               | 7:59    |
| 23. | "My Bonnie"                                  | 7:59    |
| 24. | "The Daring Young Man on the Flying Trapeze" | 7:59    |
| 25. | "The Whiffenpoof Song"                       | 7:59    |
| 26. | "The Drinking Song"                          | 7:59    |
| 27. | "Drink to Me Only with Thine Eyes"           | 7:59    |
| 28. | "Dark Eyes"                                  | 7:59    |
| 29. | "You Are My Sunshine"                        | 7:59    |
| 30. | "She'll Be Coming 'Round the Mountain"       | 7:59    |
| 31. | "Swing Low, Sweet Chariot"                   | 7:59    |
| 32. | "Row, Row, Row Your Boat" (Reprise)          | 7:59    |

#### Strona trzecia (kontynuacja)
|     | Tytuł                                         | Długość |
| --- | --------------------------------------------- | ------- |
| 33. | "The Way We Were"                             | 2:20    |
| 34. | "Cuando calienta el sol"                      | 3:57    |
| 35. | "Just One of Those Things" (Rosemary Clooney) | 3:08    |
| 36. | "A Song for You" (Rosemary Clooney)           | 3:36    |

### Strona czwarta

#### The Crosby Medley– Bing Crosby & the Joe Bushkin Quartet
|     | Tytuł                                                                    | Długość |
| --- | ------------------------------------------------------------------------ | ------- |
| 37. | "I Surrender Dear"                                                       | 30:18   |
| 38. | "Swinging on a Star"                                                     | 30:18   |
| 39. | "Wrap Your Troubles in Dreams"                                           | 30:18   |
| 40. | "True Love" (Bing Crosby & Mary Crosby)                                  | 30:18   |
| 41. | "Don't Fence Me In"                                                      | 30:18   |
| 42. | "Pennies from Heaven"                                                    | 30:18   |
| 43. | "Blue Hawaii"                                                            | 30:18   |
| 44. | "Sweet Leilani"                                                          | 30:18   |
| 45. | "Too-Ra-Loo-Ra-Loo-Ral (That's an Irish Lullaby)"                        | 30:18   |
| 46. | "Just One More Chance"                                                   | 30:18   |
| 47. | "Them There Eyes"                                                        | 30:18   |
| 48. | "Moonlight Becomes You"                                                  | 30:18   |
| 49. | "I'll Be Seeing You"                                                     | 30:18   |
| 50. | "The White Cliffs of Dover"                                              | 30:18   |
| 51. | "When the Lights Go On Again"                                            | 30:18   |
| 52. | "Ac-Cent-Tchu-Ate the Positive"                                          | 30:18   |
| 53. | "Please"                                                                 | 30:18   |
| 54. | "Baby Face"                                                              | 30:18   |
| 55. | "South of the Border"                                                    | 30:18   |
| 56. | "Galway Bay"                                                             | 30:18   |
| 57. | "Dinah"                                                                  | 30:18   |
| 58. | "San Fernando Valley"                                                    | 30:18   |
| 59. | "I Found a Million Dollar Baby (in a Five and Ten Cent Store)"           | 30:18   |
| 60. | "San Antonio Rose"                                                       | 30:18   |
| 61. | "I'm an Old Cowhand"                                                     | 30:18   |
| 62. | "In a Little Spanish Town"                                               | 30:18   |
| 63. | "Wait 'Till the Sun Shines, Nellie" (Bing Crosby & Kathryn Grant Crosby) | 30:18   |
| 64. | "It's Easy To Remember"                                                  | 30:18   |
| 65. | "Blue Skies"                                                             | 30:18   |
| 66. | "It's Been a Long, Long Time"                                            | 30:18   |
| 67. | "Mississippi Mud"                                                        | 30:18   |
| 68. | "Ol' Man River"                                                          | 30:18   |

#### Strona czwarta (kontynuacja)
|     | Tytuł                                               | Długość |
| --- | --------------------------------------------------- | ------- |
| 69. | "That’s What Life Is All About"                     | 3:14    |
| 70. | "Where the Blue of the Night" (Reprise) (orkiestra) | 1:26    |